# Clinic
Clinic est un groupe britannique de rock indépendant, originaire de Liverpool, en Angleterre. Il est formé en 1997 à par le chanteur Ade Blackburn, le guitariste Jonathan Hartley, le bassiste Brian Campbell et le batteur Carl Turney. Le groupe est signé sur le label Domino depuis 1999 et se démarque notamment par le port de masques chirurgicaux sur scène et dans ses photos promotionnelles. 

## Histoire

### Formation et débuts (1997–2000)
Clinic est cofondé en 1997 par les amis de longue date Ade Blackburn (chant/guitares/claviers) et Jonathan Hartley (guitares/claviers), tous deux issus du groupe Pure Morning. Pour compléter le groupe, ils recrutent Brian Campbell (basse/flûte/voix) et Carl Turney (batterie/piano/voix). Leur premier single, I.P.C. Subeditors Dictate Our Youth, est publié en 1997 sur leur propre label, Aladdins Cave Of Golf. Il figure dans le top 10 de fin d'année des auditeurs de John Peel. L'année suivante, Clinic publie les singles Cement Mixer et Monkey on My Back qui accentuent l'engouement des labels autour du groupe. C'est finalement chez Domino Records que Clinic signe un contrat en 1999.
Leur première sortie pour Domino est The Second Line, un EP dont la chanson titre est utilisée dans des publicités pour Levis's au Royaume-Uni. La chanson figure également sur le premier album de Clinic publié en mai 2000 et nommé Internal Wrangler. Le groupe effectue des prestations scéniques au Meltdown Festival de Scott Walker, au festival All Tomorrow's Parties, ainsi qu'une tournée européenne avec Radiohead,. Chaque membre du groupe porte un masque chirurgical sur scène et dans les photos promotionnelles.

### Années 2000
Clinic retourne en studio en 2001. Enregistré en moins d'un mois, leur deuxième album Walking with Thee sort en février 2002. Aux États-Unis, l'album culmine à la 29e place du palmarès des albums indépendants de Billboard, et est nommé à la 45e cérémonie des Grammy Awards dans la catégorie du « meilleur album de musique alternative ». Le groupe fait une apparition au Late Show with David Letterman aux États-Unis. 
À la suite du succès de Walking with Thee, Clinic adopte une approche différente pour la réalisation de son prochain album. Le groupe opte pour un son plus rugueux, presque de qualité démo sur Winchester Cathedral, qui sort en août 2004,.
Pour leur cinquième album, Clinic retrouve Gareth Jones, qui a mixé Internal Wrangler et les aide à donner à l'album Visitations d'octobre 2006 une brutalité qui rappelle les débuts du groupe. En juin 2007, ils publient la collection de faces B Funf. Clinic revisite ensuite ses penchants psychédéliques et garage rock sur Do It!, un album sorti en avril 2008.

### Années 2010
Clinic évolue une fois de plus sur l'album Bubblegum d'octobre 2010, recrutant le producteur John Congleton pour son son plus doux, inspiré de la pop de chambre,. En avril suivant, le groupe publie l'EP de reprises Ladies Night, dont une reprise de Male Stripper de Man 2 Man.
Sur leur prochain album, Clinic fait l'un des plus grands changements dans son style distinctif. Autoproduit et avec un mixage de Daniel Lopatin (Oneohtrix Point Never), Free Reign de novembre 2012 combine l'électronique expérimentale influencée par Kraftwerk et Yellow Magic Orchestra avec le psychédélisme et le free jazz,. L'alchimie du groupe avec Lopatin est si forte que le producteur remixe l'album sous le nom de Free Reign II en mars 2013.
Après la sortie de Free Reign, Clinic se met en pause. Pendant le temps libre du groupe, Blackburn et Hartley forment Higher Authorities, un projet parallèle qui leur permet de s'adonner à leur amour du dub plus profondément qu'ils ne le pouvaient avec Clinic. Présentant des collaborations avec le producteur de dub Adrian Sherwood, le premier album du duo, Neptune, sort en avril 2016. En mai, Clinic refait surface pour jouer avec John Cale lors de sa performance à Liverpool de l'album du Velvet Underground, The Velvet Underground and Nico.
En mai 2019, le groupe revient avec son huitième album, Wheeltappers and Shunters. Le disque combine certaines des compositions les plus simples de Clinic avec une vision satirique de la politique et de la nostalgie.

### Années 2020
Peu de temps après la sortie de Wheeltappers and Shunters, Clinic - maintenant réduit au duo Blackburn et Hartley - commence à travailler sur un nouvel album. S'inspirant de Kid Creole and the Coconuts, de Human League et d'autres musiques pop des années 1980, Fantasy Island d'octobre 2021 propose une reprise plus légère et plus pop du son du groupe,. Il tire son nom de la série télévisée américaine des années 1970 L'Île fantastique.

## Membres

### Membres actuels
- Ade Blackburn – chant, guitare, claviers, mélodica
- Jonathan Hartley – guitare, claviers, clarinette

### Anciens membres
- Brian Campbell – basse, flûte, voix (jusqu'à 2020)
- Carl Turney – batterie, piano, voix (jusqu'à 2020)

## Discographie

### Albums studio
- 2000 : Internal Wrangler
- 2002 : Walking with Thee
- 2004 : Winchester Cathedral
- 2006 : Visitations
- 2008 : Do It!
- 2010 : Bubblegum
- 2012 : Free Reign
- 2019 : Wheeltappers and Shunters
- 2021 : Fantasy Island

### Autres albums
- 1999 : Clinic  (compilation des trois premiers singles, 1997-1998)
- 2007 : Funf (compilation de faces B et de morceaux inédits)
- 2011 : Ladies Night (EP hors-album)
- 2013 : Free Reign II (mixes alternatifs de Free Reign par Oneohtrix Point Never)

### EP et singles
- 1997 : I.P.C. Subeditors Dictate Our Youth (single hors album)
- 1998 : Monkey on Your Back (single hors album)
- 1998 : Cement Mixer (single hors album)
- 1999 : The Second Line (extrait d'Internal Wrangler)
- 2000 : The Return of Evil Bill (extrait d'Internal Wrangler)
- 2000 : Distortions (extrait d'Internal Wrangler)
- 2002 : Walking with Thee (extrait de Walking with Thee)
- 2002 : Come into Our Room (extrait de Walking with Thee)
- 2004 : The Magician (extrait de Winchester Cathedral)
- 2004 : Circle of Fifths (extrait de Winchester Cathedral)
- 2006 : Tusk (extrait de Visitations)
- 2006 : Harvest (extrait de Visitations)
- 2007 : If You Could Read Your Mind (extrait de Visitations)
- 2008 : Free Not Free (extrait de Do It!)
- 2008 : The Witch (Made to Measure) (extrait de Do It!)
- 2008 : Tomorrow (extrait de Do It!)
- 2010 : I'm Aware (extrait de Bubblegum)
- 2011 : Bubblegum (extrait de Bubblegum)
- 2012 : Miss You (extrait de Free Reign)
- 2019 : Rubber Bullets (extrait de Wheeltappers and Shunters)
- 2019 : Laughing Cavalier (extrait de Wheeltappers and Shunters)
- 2021 : Fine Dining (extrait de Fantasy Island)
- 2021 : Fantasy Island (extrait de Fantasy Island)
- 2021 : I Can't Stand the Rain (extrait de Fantasy Island)
- 2021 : Refractions (In the Rain) (extrait de Fantasy Island)